# Ommen
Ommen (nederlandsk: ( hør) er en kommune og en by i provinsen Overijssel i Nederlandene.
Ommen ligger ved floden (Overijsselske) Vecht, i regionen Salland.
Kommunen tæller 17.330 indbyggere (1. april 2011) og har et areal på knap 182 kvadratkilometer. Selve byen Ommen har godt 8000 indbyggere. Den fik stadsrettigheder i 1248 fra biskop Otto III af Utrecht.
Andre, men mindre byer i kommunen er Lemele, Beerzerveld og Vilsteren.